# C/2019 J2 (Palomar)
C/2019 J2 (Palomar) est une comète du Système solaire qui s'est désintégrée. Elle a été découverte par le Zwicky Transient Facility.

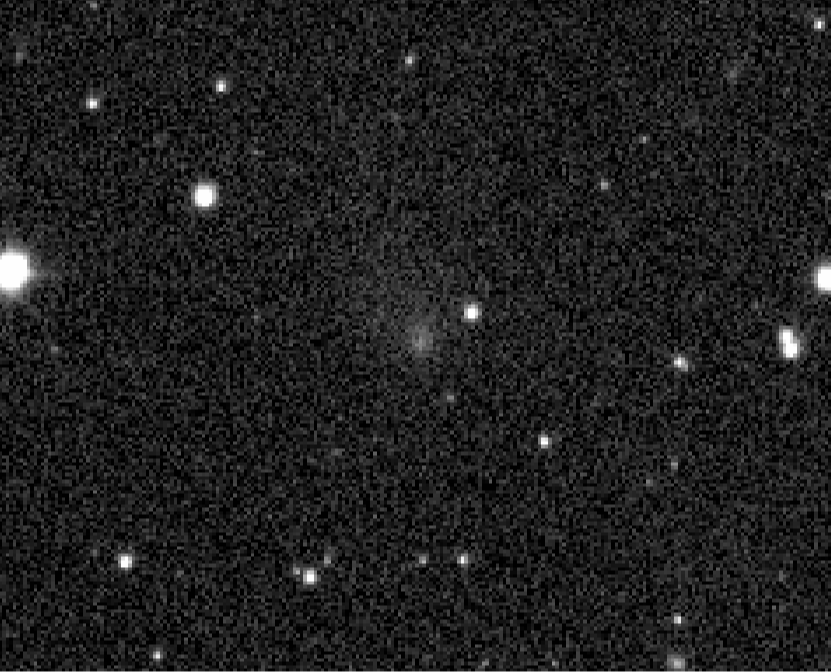
La comète C/2019 J2 en 2 7 2019

Le 19 juillet 2019, François Kruger observe un résidu de la comète à environ 10 minutes d'arc de la position prédite pour la comète.
Selon David Jewitt et Jane Luu, les données d'observation correspondrait à la rupture d'un noyau sub-kilométrique en un nuage de débris d'une masse d'environ 109 kg, avec un pic le 24(±12) mai 2019.